# Achrus kalidii
Achrus kalidii är en insektsart som beskrevs av Alexander Fyodorovich Emeljanov 1964. Achrus kalidii ingår i släktet Achrus och familjen dvärgstritar. Inga underarter finns listade i Catalogue of Life.